# Tony Barton (Leichtathlet)
Orrin Anthony "Tony" Barton (* 17. Oktober 1969 in Washington, D.C.) ist ein ehemaliger US-amerikanischer Leichtathlet, der sich auf den Hochsprung spezialisiert hat und auch im Weitsprung an den Start ging. Seinen größten Erfolg feierte er mit dem Gewinn der Bronzemedaille bei den Hallenweltmeisterschaften 1995 in Barcelona sowie dem Sieg bei der Sommer-Universiade 1993 in Buffalo.

## Sportliche Laufbahn
Tony Barton wuchs in Washington auf und sammelte vermutlich 1988 erste internationale Erfahrungen, als er bei den Juniorenweltmeisterschaften in Greater Sudbury mit übersprungenen 2,10 m in der Qualifikationsrunde ausschied. Anschließend absolvierte er ein Studium an der George Mason University und wurde 1991 NCAA-Hallenmeister im Hochsprung. Bereits 1990 gewann er bei den Goodwill Games in Seattle mit 2,30 m die Bronzemedaille hinter seinen Landsleuten Hollis Conway und Doug Nordquist. 1992 wurde er beim IAAF World Cup in Havanna mit 2,20 m Fünfter und im Jahr darauf siegte er mit 2,30 m bei der Sommer-Universiade in Buffalo. Im August belegte er bei den Weltmeisterschaften in Stuttgart mit 2,31 m im Finale den achten Platz, ehe er beim IAAF Grand Prix Final in London mit 8,12 m Dritter im Weitsprung hinter seinem Landsmann Mike Powell und Iwajlo Mladenow aus Bulgarien wurde. 1994 belegte er beim Grand Prix Final in Paris mit 2,25 m den siebten Platz im Hochsprung und im Jahr darauf gewann er bei den Hallenweltmeisterschaften in Barcelona mit einer Höhe von 2,32 m die Bronzemedaille hinter dem Kubaner Javier Sotomayor und Lambros Papakostas aus Griechenland. Im August belegte er bei den Freiluftweltmeisterschaften in Göteborg mit 2,29 m im Finale den siebten Platz, ehe er im Dezember bei den Panamerikanischen Spielen in Mar del Plata mit 2,23 m Vierter wurde. 2000 beendete er dann seine aktive sportliche Karriere im Alter von 30 Jahren.

## Persönliche Bestleistungen
- Hochsprung: 2,32 m, 28. Juni 1992 in New Orleans
- Weitsprung: 8,12 m (+1,0 m/s), 10. September 1993 in London